# Allocasuarina inophloia
Allocasuarina inophloia är en tvåhjärtbladig växtart som först beskrevs av Ferdinand von Mueller och Frederick Manson Bailey, och fick sitt nu gällande namn av Lawrence Alexander Sidney Johnson. Allocasuarina inophloia ingår i släktet Allocasuarina och familjen Casuarinaceae. Inga underarter finns listade i Catalogue of Life.

## Bildgalleri

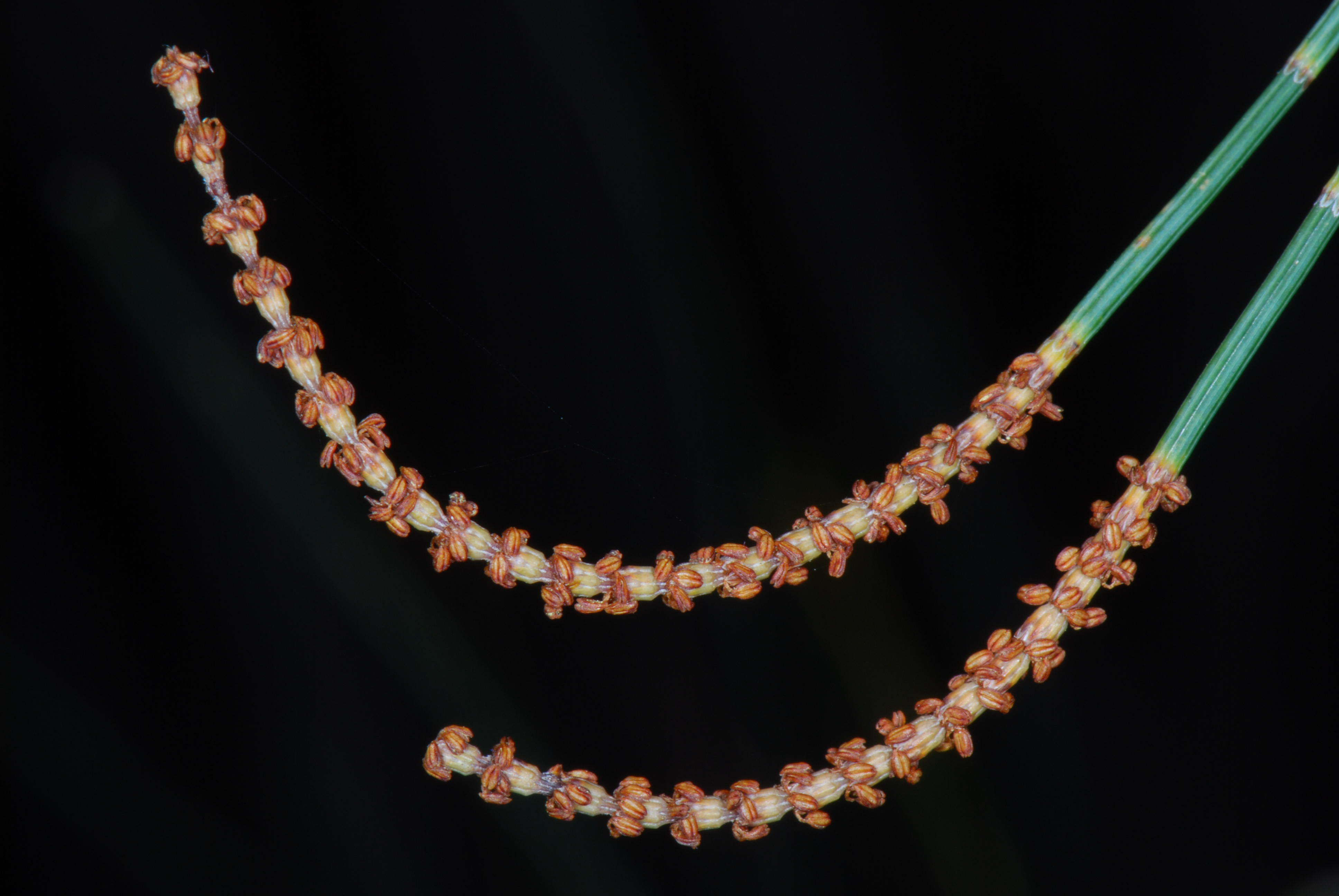
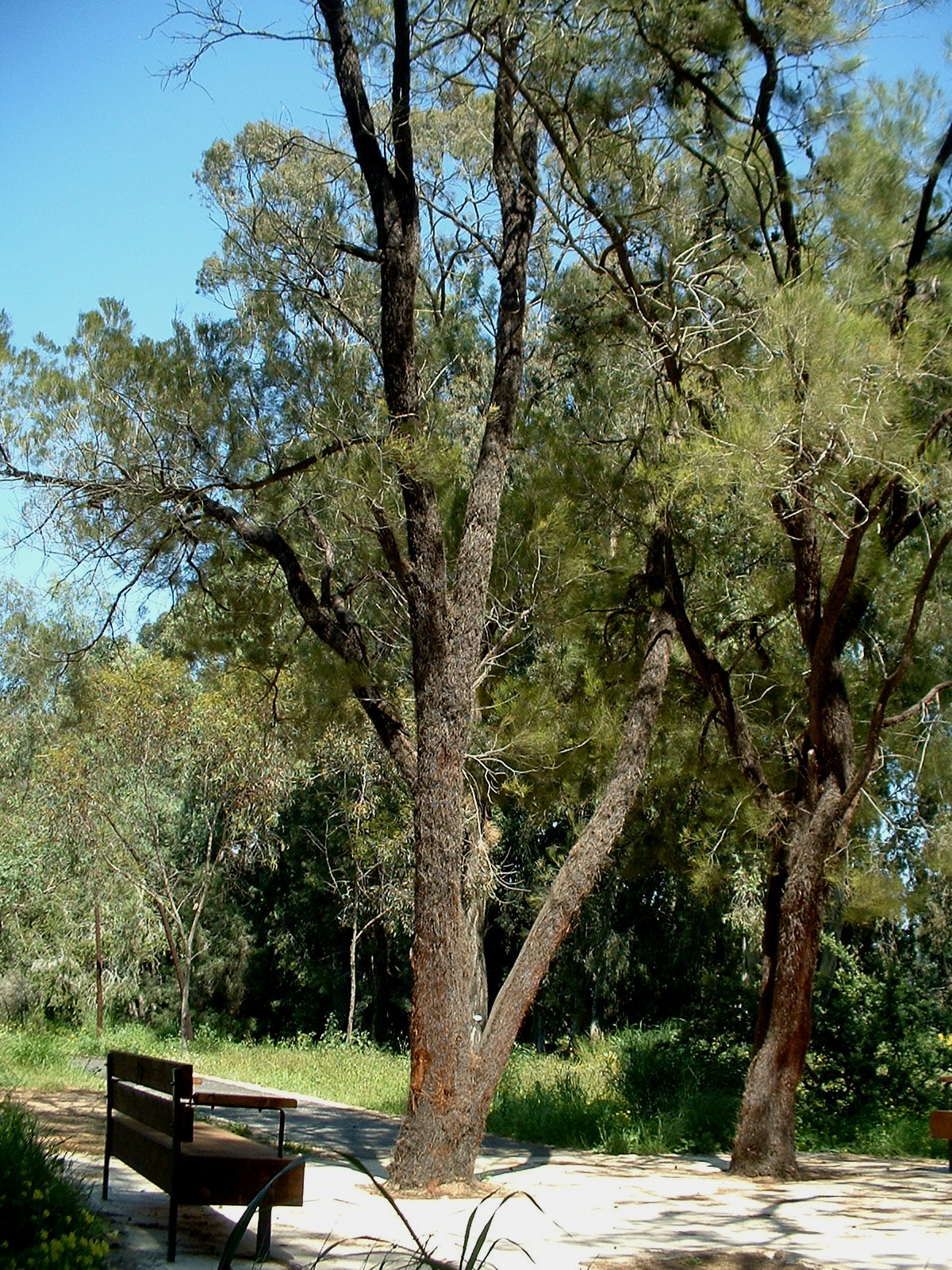
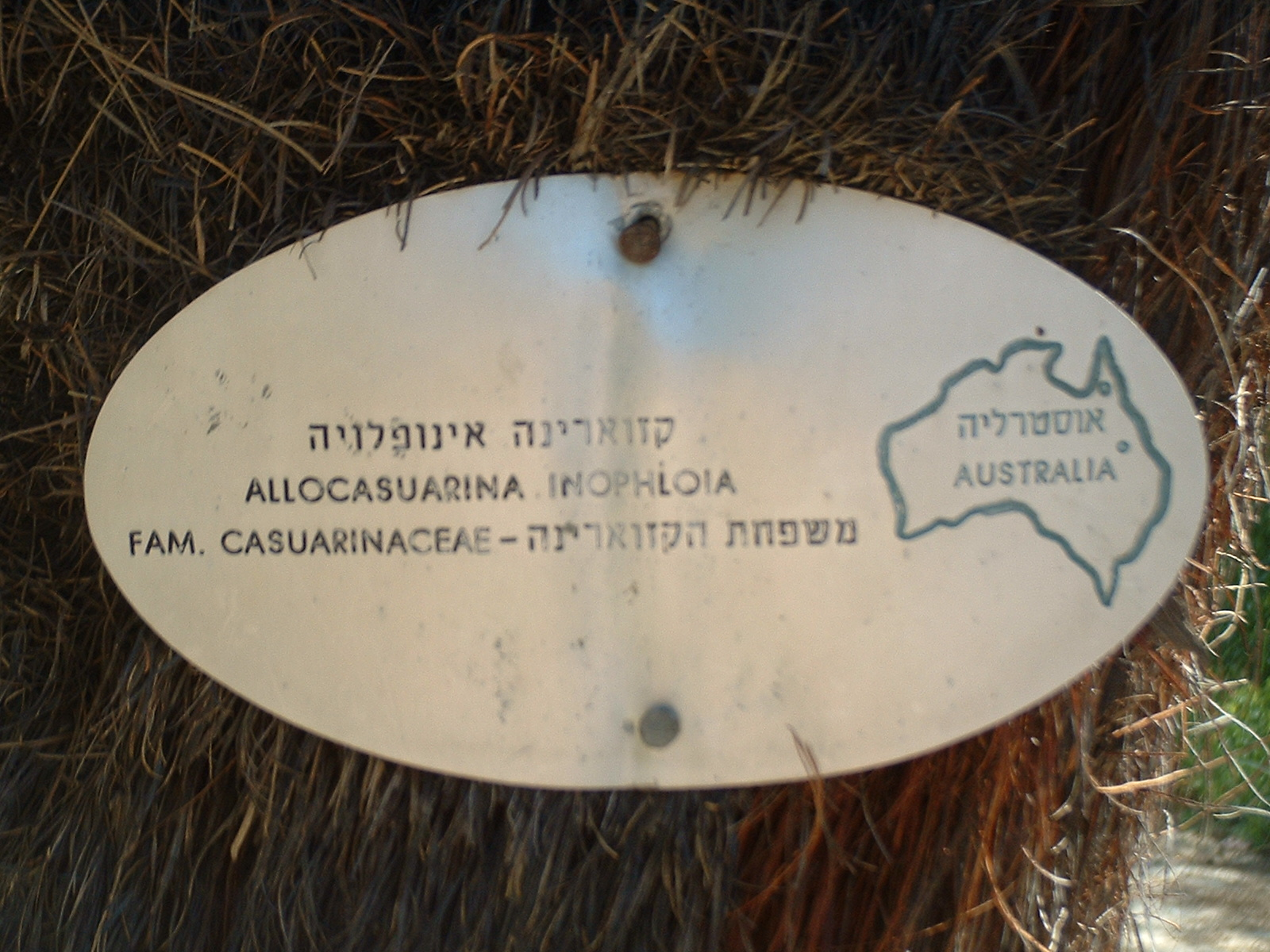